# X-20 Dyna-Soar
De X-20 Dyna-Soar (Dynamic Soarer ofwel “Dynamische glijder”) was een Amerikaans programma om een experimenteel of X-vliegtuig te bouwen dat in staat zou zijn in de ruimte verschillende soorten van missies uit te voeren zoals verkenning, bombardementen, reddingsoperaties, onderhoud aan satellieten en sabotages van vijandige satellieten. Het programma liep van 24 oktober 1957 tot 10 december 1963 en kostte $660 miljoen. Het werd afgelast net nadat er met de constructie van ruimtevaartuigen werd begonnen.
Andere ruimtevaartuigen uit die tijd, zoals het Mercury project en de Russische Vostok waren gebaseerd op capsules die via een kogelbaan de terugkeer in de atmosfeer maakten. De Dyna-Soar leek veel meer op de latere Space shuttle: niet alleen was het toestel ontworpen om op een raket op grote afstand en de snelheid van een intercontinentale raket de ruimte in te worden geschoten, maar was ook gebouwd om in een glijvlucht gecontroleerd door een piloot naar de aarde terug te keren om op een gewone landingsbaan te landen in plaats van gewoon neer te vallen aan een parachute. De Dyna-Soar was, net als Mercury of Gemini, in staat om een baan om de Aarde te bereiken.
Dit alles maakte dat de X-20 een veel vooruitstrevender ontwerp was dan de overige projecten uit die tijd. Het was duidelijk ook een militair vliegtuig, anders dan het alleen maar twee mannen in de ruimte te brengen. Het was een van die projecten waarvan men nu kan denken: “hoe zou het zijn geweest als…”. Data van de X-20 zijn gebruikt voor het ontwerp van de Space Shuttle: ook de veel grotere Space Shuttle werd later door grote vaste-brandstofraketten de ruimte ingebracht om met een deltavleugel op eigen kracht te landen, net als zijn Russische tegenhanger de Boeran. Deze toestellen vlogen tientallen jaren na het stoppen van het X-20-programma.

## Achtergronden
De ontwikkeling van de X-20 gaat terug tot de Silbervogel van Eugen Sänger: een bommenwerperontwerp ten tijde van de Tweede Wereldoorlog uit Duitsland. Het concept was om een door een V-2- of A-9-raket aangedreven bommenwerper te bouwen, die grote afstanden kon afleggen nadat deze naar grote snelheid (>5,5 km/s) en hoogte (50–150 km) was gebracht om in glijvlucht omlaag te komen.
De raketten moesten ervoor zorgen dat het toestel in een buitenatmosferische baan zou komen net als een intercontinentale raket, maar in plaats van eenvoudig te vallen zouden de vleugels en een deel van de snelheid voor liftkracht moeten zorgen zodat het vliegtuig terug zou kaatsen van de atmosfeer omhoog de ruimte weer in. Dit kon dan een paar keer worden herhaald totdat de snelheid zo laag werd dat de piloot een landingsplaats moest gaan zoeken. Met deze hypersonische atmosferische lift kon het toestel met dezelfde motoren veel verder komen dan met een gewone kogelbaan.

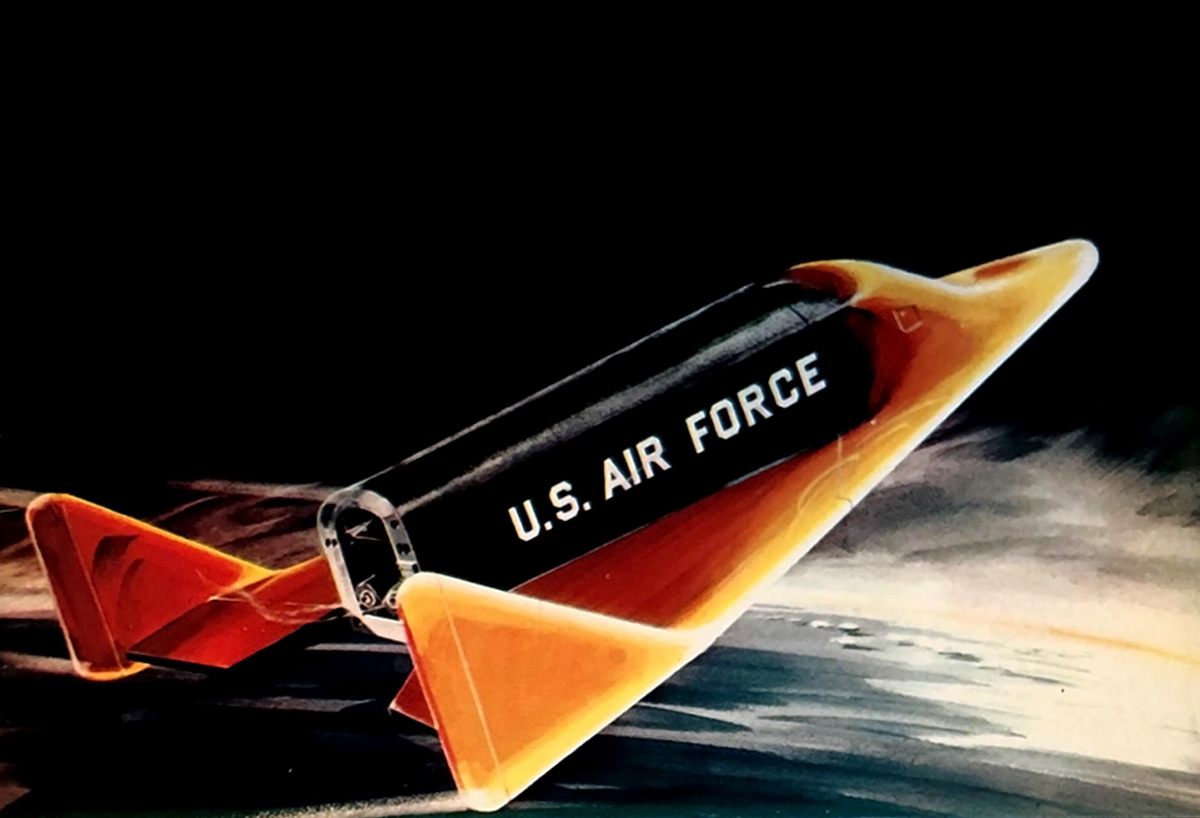

Met dergelijke aandrijf-glijsystemen (Engels boost-glide systems) kan men theoretisch elke doel op Aarde bereiken, men kan van "tegenvoeterbombardementen" spreken. Door hun hypersonische snelheid zouden de toestellen ook moeilijk te onderscheppen zijn; daardoor konden ze klein en lichtbewapend zijn in vergelijking met de toenmalige zware bommenwerpers. Een dergelijk vliegtuig kan bemand worden om het opnieuw te gebruiken of onbemand weggestuurd worden om niet meer terug te komen.
Na de Tweede Wereldoorlog werden vele Duitse geleerden naar de Verenigde Staten gebracht door de CIA in wat Operation Paperclip werd genoemd. Onder hen was Dr. Walter Dornberger, het voormalige hoofd van het Duitse raketprogramma gedurende de oorlog. Dornberger had gedetailleerde kennis van het Silbervogelproject. Terwijl hij werkte voor Bell probeerde hij de US Air Force en anderen te interesseren voor aandrijf-glijsystemen.
Hierop besloot de luchtmacht meerdere fabrieken, Bell, Boeing, Convair, Douglas, Glenn Martin, North american en Lockheed te vragen onderzoek te doen naar de haalbaarheid en het ontwerp van dergelijke toestellen.
In de begin jaren ’50 werden onder andere gebouwd:
- Bomi (bomber missile: bombardeerraket);
- Hywards (HYpersonic Weapons Research and Development Supporting system);
- Brass Bell (koperen klok) verkenningsvliegtuig;
- Rocket Bomber Robo.

## Ontwikkeling
Op 24 oktober 1957 vaardigde het USAF Air Research and Development Command een voorstel uit voor een Hypersonisch Glijraket Wapensysteem (Weapons System 464L): Dyna-Soar. Het voorstel nam alle voorgaande voorstellen mee omdat de USAF ervan uitging dat het mogelijk moest zijn een voertuig te ontwerpen dat alle gevraagde taken (bombarderen en verkennen) kon uitvoeren en hiermee het onderzoeksprogramma van de X-15 kon opvolgen.
Het Dyna-Soarprogramma zou in drie delen worden ontwikkeld: een onderzoeksvliegtuig (Dyna-Soar I), een verkenningsvliegtuig (Dyna-Soar II, voorheen Brass Bell geheten) en als laatste een voertuig dat in staat was strategische bombardementen uit te voeren (Dyna-Soar III, eerder RoBo). De eerste glijvluchten werden gepland voor 1963, gevolgd door vluchten met motoraandrijving met snelheden tot Mach 18 het jaar erop. Een robotgestuurde vlucht zou plaatsvinden in 1968 met de Dyna-Soar III met een volledig operationeel wapensysteem rond 1974.
In maart 1958 waren er negen bedrijven in de race voor het contract: uiteindelijk bleven alleen Bell en Boeing over. Hoewel Bell inmiddels zes jaar ontwerpervaring had werd het contract voor het ruimtevliegtuig in juni 1959 toch aan Boeing gegund. Dit ontwerp was in de loop van de tijd opvallend veel op dat van de Bellfabriek gaan lijken. Eind 1961 werd de Titan III-raket voltooid, die als draagraket zou gaan fungeren. De Dyna-Soar zou gelanceerd worden vanaf Cape Canaveral in Florida.

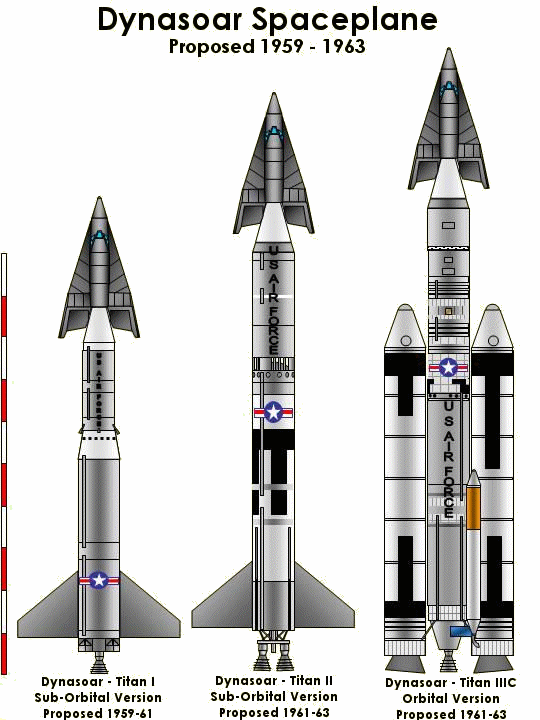
De Dyna-Soar op verschillende versies van de Titanraket.

In April 1960 werden er in het geheim zeven astronauten uitgekozen voor het Dyna-Soarprogramma. Neil Armstrong and Bill Dana verlieten het programma in de zomer van 1962. Op 19 september 1962 werd Albert Crews toegevoegd aan het Dyna-Soar programma en werden de namen van de zes astronauten bekendgemaakt aan het grote publiek:
- Neil Armstrong (NASA) 1960–62
- Albert H. Crews Jr. (Air Force) 1962–63
- Bill Dana (NASA) 1960–62
- Henry C. Gordon (Air Force) 1960–63
- Pete Knight (Air Force) 1960–63
- Russell L. Rogers (Air Force) 1960–63
- Milt Thompson (NASA) 1960–63
- James W. Wood (Air Force) 1960–63

Tegen het einde van 1962 was de Dyna-Soar omgedoopt tot "X-20", was de draagraket (te gebruiken voor de Dyna Soar I valtests) succesvol getest en werd er een officiële onthulling van de X-20 georganiseerd door de luchtmacht in Las Vegas.

### Geplande Dyna-Soar I vluchten
- Dyna-Soar 1: 1 januari, 1966, zonder bemanning
- Dyna-Soar 2: 1 april, 1966, zonder bemanning
- Dyna-Soar 3: 1 juli, 1966, 1 baan om de Aarde, aan boord: James Wood
- Dyna-Soar 4: 1 oktober, 1966, 1 baan, bemanning: 1
- Dyna-Soar 5: 1 maart, 1967, 1 baan, bemanning: 1
- Dyna-Soar 6: 1 mei, 1967, 1 baan, bemanning: 1
- Dyna-Soar 7: 1 juli, 1967, 1 baan, bemanning: 1
- Dyna-Soar 8: 1 september, 1967, 1 baan, bemanning: 1
- Dyna-Soar 9: 1 december, 1967, meerdere banen, bemanning: 1
- Dyna-Soar 10: 1 maart, 1968, meerdere banen, bemanning: 1, laatste geplande X-20-vlucht

## Problemen
Behalve de financieringsproblemen werd het Dyna-soarprogramma ook nog geplaagd door onzekerheid over de te gebruiken draagraket en het gebrek aan een uiteindelijk doel van het project. Boeing, als hoofdingenieur, gaf de voorkeur aan een combinatie van een Atlas raket met een Centaur tweede trap. De luchtmacht koos toch voor het voorstel van een van de afgevallen bouwers, Glenn-Martin, om een Titan-raket te gebruiken. De Titan I was echter niet sterk genoeg om de vijf ton zware X-20 in een baan om de Aarde te brengen.
Er werden veel verschillende draagraketten voorgesteld om de Dyna-Soar in een baan om de Aarde te brengen: de LOX/JP-4, fluor-ammoniak, fluor-hydrazine of de RMI-motor van de X-15.
De Titan II en III draagraketten waren, net als de Saturnus C-1 (later Saturnus I) wel in staat de Dyna-Soar omhoog te brengen. Hiervoor werden meerdere uitvoeren bedacht met extra draagraketten. Uiteindelijk zou het de Titan IIIC worden, ware het niet dat de planning behoorlijk moeilijk verliep door de grote besluiteloosheid.
Het oorspronkelijk idee met de Dyna-Soar, zoals verwoord in het Weapons Systems 464L voorstel, was om ruimtevaartonderzoek te combineren met onderzoek naar nieuwe wapensystemen. Men vroeg zich af of de luchtmacht zich bezig moest houden met bemande ruimtevaart terwijl dat het terrein van de NASA was. De luchtmacht daarentegen hield vol dat de X-20 wat hen betreft vooral bedoeld was om het gecontroleerd terugkeren in de atmosfeer te onderzoeken. Op 19 januari 1963 gaf de Amerikaanse minister van Defensie Robert McNamara opdracht aan de luchtmacht om te onderzoek welk project, Gemini of Dyna-Soar, de grootste haalbaarheid had om uit te groeien tot een in de ruimte gestationeerd wapensysteem.
Bij het ontvangen van het rapport, half maart, concludeerde McNamara dat “de luchtmacht te veel nadruk legde op gecontroleerde terugkeer in de atmosfeer terwijl niet aangetoond werd dat er enig doel was voor vluchten in de ruimte”. Dit werd gezien als een ommekeer ten opzichte van eerder meningen van de minister over het Dyna-Soar-programma. Daarbij kwam de overweging dat Dyna-Soar een duur project was waarbij er op zijn vroegst in het midden van de jaren ’60 een bemande ruimtevlucht georganiseerd zou kunnen worden.
De hoge kosten zonder een bruikbaar doel maakten het voor de luchtmacht lastig het programma te rechtvaardigen. Op 10 december 1963 viel uiteindelijk het doek voor de X-20.
De X-20 zou worden vervangen door het ‘Manned Orbiting Program’, het “Man in een baan om de Aarde”-programma. Dit was een uitloper van het Geminiprogramma, maar ook dit werd afgelast.

## Beschrijving
Het X-20 Dyna-Soarontwerp was klaar in maart 1960: hij was gebouwd als een laagdekker met een deltavleugel met winglets, kleine rechtopstaande vleugels, aan de vleugeltippen voor controle in plaats van een normale staart. Het frame en de bovenste oppervlaktedelen zouden worden gemaakt van ‘René 41’, een superlegering. De onderkant van het toestel van molybdeenplaten over geïsoleerd René 41; de neus zou van grafiet gemaakt worden met staven van zirkoon.
Vanwege veranderende eisen aan het vliegtuig werden er verschillende versies ontworpen met ruwweg allemaal dezelfde vorm en opbouw: een piloot voorin met een ruimte erachter. De ruimte kon dan worden gevuld met apparatuur om gegevens te verzamelen, wapens, verkenningsapparatuur of, in de X-20X-versie, een viermansdek: het shuttle space vehicle.
Achter deze ruimte bevond zich de overgangstrapraket: deze werd gebruikt om het toestel in zijn baan te manoeuvreren en om te ontsteken bij een eventueel afgebroken start. Deze trap zou worden afgeworpen vóór de terugkeer in de atmosfeer. Een ondoorschijnend hitteschild zou bij deze terugkeer de ramen afschermen om na het luchtremmen op zijn beurt afgeworpen te worden om de piloot goed zicht te geven voor de landing.
Op een tekening in het ‘Space/aeronautics Magazine’, uit de periode voordat het project werd afgelast, staat de Dyna-Soar afgebeeld terwijl hij kort afdaalt in de atmosfeer, daarbij ketst over het oppervlak om zijn glooiingshoek te veranderen. Hierna ontsteekt het toestel zijn raket om zijn baan te hervatten. Deze eigenschap zou uniek zijn in de ruimtevaart, omdat de wetten van de hemelmechanica aangeven dat dit soort manoeuvres erg moeilijk te realiseren zijn. Daarbij zou de Dyna-Soar de militaire mogelijkheid hebben om een satelliet op te zoeken in één baan om daarna met het verbruiken van zijn eigen brandstof een andere baan op te zoeken. De g-krachten die daarbij echter zouden vrijkomen zouden voor een piloot echter zeer zwaar zijn.
In tegenstelling tot de later Space Shuttle had de Dyno-Soar geen wielen aan het landingsgestel; men dacht dat het rubber zou verbranden bij terugkeer in de atmosfeer. Goodyear bouwde daarom een intrekbaar landingsgestel met borstels met draden op ski’s ook gemaakt van René 41.

## Vergelijkbare vliegtuigen
- Mikoyan-Gurevich MiG-105
- SpaceShipTwo
- Space Shuttle
- Boeran
- Hermes
- EADS Phoenix